# Fernsehfilm
Ein Fernsehfilm oder TV-Film ist ein Film, der für das Fernsehen produziert wird. Die Filme werden in der Regel von einer oder mehreren Rundfunkgesellschaften in Auftrag gegeben und ganz oder teilweise finanziert. Im Fall einer Externalisierung übernehmen Fremd- oder eigens gegründete sendereigene Produktionsfirmen den gesamten Produktionsablauf. Dadurch haben Sender die Möglichkeit, Umsatzerlöse aus der Herstellung als Einnahmen in den eigenen Produktionsfirmen zu erhalten und zugleich die wirtschaftlichen Risiken einer Filmproduktion auszulagern.

## Entstehung
Im Normalfall bietet ein Produzent, Regisseur oder Autor der jeweiligen Redaktion eines Fernsehsenders ein Drehbuch an, die anschließend entscheiden muss, ob sie die Idee umsetzen und finanzieren wird. Wenn die Redaktion den Stoff annimmt, wird in Konferenzen intern weiter verfahren. Falls es zur Umsetzung kommt, wird ein Drehbuch in Auftrag gegeben.
Die Entwicklung des Drehbuchs wird vom Redakteur betreut. Das fertige Drehbuch wird dann erneut in einer Redaktionssitzung vorgeschlagen, in der die Redaktion entscheidet, ob sie einen Umsetzungsauftrag vergeben möchte. Der Produzent erstellt eine Kalkulation für die Umsetzung des Drehbuchs, auf deren Basis er den Auftrag für die Filmproduktion erhält. Die Redaktion nimmt den Rohschnitt, die Musik, die Abmischung und das Sendeband ab. Alle Rechte an dem Drehbuch werden solange von der Produktionsgesellschaft gehalten, bis ein Sender einen Auftrag zur Produktion an die Produktionsgesellschaft vergibt und die Rechte an dem Drehbuch bezahlt. Die Rechte an dem fertigen Film gehören schon während der Entwicklung und der Produktion dem Sender. Der Auftragsproduzent trägt das Produktionsrisiko allein, das heißt im Fall von Kostenüberschreitungen trägt diese der Produzent, soweit er nicht durch Filmversicherungen abgesichert ist.
Das Produktionsformat reicht je nach Zweck und Budget von Kinefilm bis zu digitalen Aufzeichnung. Häufigstes Produktionsformat war bis Anfang der 2000er Jahre 16-mm-Film mit Sendeformaten wie Betacam SP, gefolgt von DigiBeta und IMX (nur NDR). Analog dem Kino werden Fernsehfilme heute so gut wie ausschließlich digital in Red- oder ARRI-Raw-Formaten erstellt und von Datenspeichern gesendet.
Zahlreiche Autoren und Regisseure haben sich auf Fernsehfilme spezialisiert. Zu den bekannteren Vertretern im fiktionalen Bereich zählen etwa Dieter Wedel und Dominik Graf, für das Doku-Drama Heinrich Breloer und für dokumentarische Formate unter anderem Hans-Dieter Grabe, Georg Stefan Troller und Gero von Boehm.